# فرودگاه سانیانی
فرودگاه سانیانی (به انگلیسی: Sunyani Airport) یک فرودگاه همگانی با کد یاتا NYI است که یک باند فرود آسفالت دارد و طول باند آن ۱۲۸۸ متر است. این فرودگاه در کشور غنا قرار دارد و در ارتفاع ۳۰۹ متری از سطح دریا واقع شده است.